# 鞍馬・祇園1dayチケット
鞍馬・祇園1dayチケット（くらま・ぎおん わんでい チケット）は、京阪電気鉄道（京阪電鉄、自社での発売はなし）、近畿日本鉄道（近鉄、近鉄版のみの発売）、大阪高速鉄道（大阪モノレール、大阪モノレール版のみの発売）、大阪市高速電気軌道（Osaka Metro・大阪シティバス、Osaka Metroのみ発売）、阪神電気鉄道(阪神電鉄、阪神版のみの発売)、叡山電鉄（自社での発売はなし）が共同で発行している割引乗車券。通年発売であるが年度をまたぐ購入及び利用は不可。

## 概要
京阪線と接続する近鉄線、大阪モノレール線、Osaka Metro沿線から京都東山方面を割安価格で行ける乗車券である。乗車券は磁気カード式である。京都市交通局の地下鉄や、京都市内のすべてのバス路線、阪急電鉄、京福電気鉄道（嵐電）には乗車できない。いずれも大人のみの設定。

## 切符のルート
往復区間では途中下車はできない。
（各社版共通区間）京阪電鉄の京阪本線祇園四条駅から鴨東線出町柳駅の各駅、叡山電鉄全線が乗り降り自由。
- 近鉄版 （各社版共通区間に加えて）近鉄の出発駅と近鉄丹波橋駅の往復、京阪電鉄の京阪本線丹波橋駅と祇園四条駅の往復。
  - 大阪方面で乗り換えることはできない。近鉄線内の特急列車に乗車する場合は別途料金が必要。京阪線内の特急列車は特急料金が不要。
- 大阪モノレール版 （各社版共通区間に加えて）大阪モノレール線全線が乗り降り自由、京阪電鉄の京阪本線門真市駅と祇園四条駅の往復。
- Osaka Metro版 （各社版共通区間に加えて）Osaka Metro・大阪シティバス（IKEA・USJ行き除く）と、京阪電鉄の京阪本線淀屋橋駅から守口市駅と中之島線全線が乗り降り自由、京阪電鉄守口市駅と祇園四条駅の往復。
- 阪神版 （各社版共通区間に加えて）阪神全線（神戸高速線を除く）、大阪市営地下鉄・ニュートラム全線（大阪市営バス・阪神バスには乗車不可）と、京阪電鉄の京阪本線淀屋橋駅から守口市駅と中之島線全線が乗り降り自由、京阪電鉄守口市駅と祇園四条駅の往復。阪急電鉄はもちろん、近鉄も利用することはできない。阪神電鉄線内の特急列車及び、京阪線内の特急列車は特急料金が不要。

発売額、発売する駅については公式ホームページを参照。